# Lego Disney Princess
Lego Disney Princess est une gamme arrêtée du jeu de construction Lego centrée autour des différents personnages de Disney Princess tirés des films Princesses Disney (Disney Princess en anglais) tels que Blanche-Neige et les Sept Nains, Raiponce ou encore La Reine des neiges.
Elle est diffusée dès 2012 autant dans les systèmes Duplo que dans les systèmes System (briques classiques) avant d'être arrêtée en 2017 à la suite de la création de Lego Disney qui permet de regrouper tous les sets tirées des longs-métrages Disney.

## Sets

### Sous Disney Princess
- 30116 - La visite au marché de Raiponce
- 41050 - Les trésors d'Ariel
- 41051 - Le Tournoi de tir à l'arc de Mérida
- 41052 - Le Baiser magique d'Ariel
- 41053 - Le Royaume Sous-marin d'Ariel
- 41054 - La Tour de Raiponce
- 41055 - Le château de Cendrillon
- 41061 - Le Palais de Jasmine
- 41065 - Le Jardin de Raiponce
- 41067 - Le Château de la Belle et la Bête

### Sous Disney
- 41146 - La soirée Magique de Cendrillon
- 41153 - Mariage sur le navire royal d'Ariel
- 41154 - Le Palais des rêves de Cendrillon
- 41156 - La Chambre du château de Raiponce
- 41157 - La Caravane de Raiponce